# Sumerpur (Uttar Pradesh)
Sumerpur – miasto w północnych Indiach w stanie Uttar Pradesh, na Nizinie Hindustańskiej.
Populacja miasta w 2001 roku wynosiła 24 656 mieszkańców.